# Galocantô
Galocantô é um grupo de samba, formado no Rio de Janeiro no final da década de 1990.
O grupo possui 3 CDs, todos indicados ao prêmio da música, na categoria melhor grupo de samba, e um DVD em tributo ao poeta Luiz Carlos da Vila, uma das maiores referências no samba da década de 80. Também em 2016, integrou o primeiro trabalho do Samba Social Clube Nova Geração.É composto por  Marcelo Correia, Pablo Amaral (na memória), Léo Costinha, Jorge André, Lula Matos e Edson Côrtes.
O grupo surgiu em meados do ano 2000, época onde as rodas de samba eram cada vez mais raras de se encontrar pela cidade.  Incentivados pelo baluarte do Império Serrano, Ivan Milanez, seu até então despretensioso encontro de samba às quintas-feira passou a ser opção e resistência, frequentado por muita gente consagrada como Beth Carvalho, Renatinho Partideiro, Luiz Carlos da Vila, entre outros bambas. Com o passar do tempo os primeiros trabalhos foram surgindo e o Galo, como são carinhosamente conhecidos, foi se consolidando como um dos mais importantes grupos de samba da nova geração carioca.
Passadas algumas formações e depois de se apresentarem nas principais casas de show do Rio, tais como Circo Voador, Fundição Progresso, Centro Cultural Banco do Brasil, palcos da Prefeitura e Réveillon do Rio, o extinto e renomado Canecão, Teatro Rival, Carioca da Gema, Trapiche Gamboa, Rio Cenário, uma turnê internacional com 5 apresentações lotadas na Argentina. Hoje o grupo se apresenta Brasil afora com canções que marcam sua carreira, frutos de uma discografia de três CDs e um DVD - todos independentes. 
O CD Pano Verde lançado em maio de 2016, terceiro álbum do grupo, indicado ao 28° Prêmio da Música Brasileira, um dos prêmios mais importante no país. O álbum traz uma pitada de renovação ao bom e velho amigo samba, com letras, músicas e arranjos contemporâneos, sem perder o fio tênue com a tradição. No repertório o arrebatador sucesso "Vara de Família", dos compositores Nei Lopes e Fred Camacho, uma das músicas mais executadas nas rodas de samba do país. 